# Europa Transparant
Europa Transparant was een Nederlandse politieke partij.

## Geschiedenis

### Reden van oprichting
Op 8 april 2004 kondigde Paul van Buitenen de nieuwe partij Europa Transparant aan, die op 20 februari 2004 was opgericht. Van Buitenen was Europees ambtenaar en fungeerde in die rol als klokkenluider. Hij bracht in 1998-1999 namelijk een aantal grote misstanden in de Europese Unie - corruptie, geldverspilling, vriendjespolitiek - aan het licht, waardoor uiteindelijk de Europese Commissie moest aftreden.
Op de website van Europa Transparant werd aangegeven dat de partij apolitiek was, "in die zin dat geen enkele partijpolitieke stroming er domineert. Onze morele bagage bestaat in de strijd voor openheid en transparantie en tegen fraude, corruptie en vriendjespolitiek. Dat zijn waarden die gemeengoed in elke rechtsstaat zijn en voorwaarden voor goed bestuur".

### Europese Parlementsverkiezingen 2004
Bij de Europese Parlementsverkiezingen van 2004 op 10 juni haalde Europa Transparant in Nederland vanuit het niets twee zetels, na een campagne die niet meer dan vierduizend euro had gekost. Van Buitenen en de publiciste Els de Groen, de op de lijst als tweede geplaatste, die over corruptieschandalen in Oost-Europa schreef, sloten zich als onafhankelijke leden aan bij de fractie van De Groenen/Vrije Europese Alliantie (Groenen/VEA).
De partij behaalde vooral veel aanhang in westelijk Noord-Brabant. In Breda, de thuisbasis van Van Buitenen, kreeg de partij het hoogste aandeel stemmen: 16,6%. Ook in Zeeuws-Vlaanderen en het noorden van Noord-Holland werd bovengemiddeld op Europa Transparant gestemd. Uitgesproken weinig stemmen behaalde de partij in de provincie Groningen.
Tijdens het slotdebat op 10 juni 2004, rechtstreeks uitgezonden op de televisie, zei Wouter Bos, destijds fractieleider van de Partij van de Arbeid in de Tweede Kamer, als reactie op het verkiezingssucces van de partij Europa Transparant: "(...) Dit betekent dat relatieve outsiders toch zomaar ons politieke systeem binnen kunnen komen met een overtuigende boodschap zonder over een klassieke partijorganisatie te beschikken en dat zegt iets over de kwetsbaarheid van ons huidige politieke stelsel. Ik vind dat wéér een reden om ons kiesstelsel op een fundamentele wijze ter discussie te stellen."
Bij dezelfde verkiezingen werd met dezelfde doelstellingen de Oostenrijkse Hans-Peter Martin verkozen met de lijst MARTIN. Later besloot Paul van Buitenen kortstondig samen te werken met Martin en met de Brit Ashley Mote, die in Zuidoost-Engeland gekozen was op de lijst van de Britse onafhankelijkheidspartij UKIP; dit onder de naam Platform for Transparency (PfT).
Tijdens een vraaggesprek in het televisieprogramma Buitenhof op 13 juni 2004 verklaarde Van Buitenen dat zijn partij via internet inzage zou geven in alle gegevens van de bankrekening van de partij.

### Nederland Transparant
Op 16 december 2004 kondigde Van Buitenen tijdens een bijeenkomst van Europa Transparant aan dat de zelfstandige zustervereniging van Europa Transparant, Nederland Transparant, zou deelnemen aan de Tweede Kamerverkiezingen.
Door wetswijzigingen in juli 2005 en gebreken in reeds bestaande wetgeving had Europa Transparant als zelfstandige vereniging die slechts deelnam aan Europese Parlementsverkiezingen feitelijk geen bestaansrecht meer. Op 31 december 2007 fuseerde Europa Transparant juridisch met haar zustervereniging Nederland Transparant. Alle activiteiten werden daarna door Nederland Transparant voortgezet.

### Splitsing
Binnen de fractie van Europa Transparant ontstond onenigheid toen de twee leden een eigen politieke koers gingen varen. Van Buitenen, die ET graag een one-issuepartij voor transparant bestuur had willen houden zag zich tegenover Els de Groen geplaatst toen die ook zaken als de rechten van Roma en Sinti in Bulgarije ging behandelen. Het kwam zelfs zover dat hij haar in april 2005 vroeg de fractie te verlaten. De Groen zegde haar lidmaatschap bij de vereniging Europa Transparant op en sindsdien opereerden de twee voormalige fractiegenoten gescheiden.

### Opheffing
Door de splitsing en de fusie is Europa Transparant per 1 januari 2008 opgeheven als partij in het Europese Parlement. Van Buitenen en De Groen maakten afzonderlijk van elkaar de termijn tot in 2009 af als onafhankelijk lid binnen de Groenen/EVA-fractie. Van Buitenen heeft aansluiting bij de ChristenUnie overwogen maar zag daar in mei 2008 van af. De website www.europatransparant.nl verwees vanaf dat moment door naar www.paulvanbuitenen.nl, tot beide sites op 24 april 2009 uit de lucht werden gehaald.

### Europese Parlementsverkiezingen 2009
Europa Transparant nam niet meer deel aan de Europese Parlementsverkiezingen van 2009.

## Varia
Europa Transparant was de enige Nederlandse politieke partij die na landelijke verkiezingen in een parlement vertegenwoordigd was maar in het geheel geen subsidie ontving.